# Frances Glessner Lee
Frances Glessner Lee (ur. 25 marca 1878 w Chicago, zm. 27 stycznia 1962 w Bethlehem, New Hampshire) – amerykańska lekarka sądowa i kryminolożka. Miała znaczący wpływ na rozwój kryminalistyki w Stanach Zjednoczonych. Stworzyła Nutshell Studies of Unexplained Death, czyli serię dwudziestu dioram prawdziwych miejsc zbrodni odtworzonych z najdrobniejszymi szczegółami w skali 1:12, wykorzystywanych do szkolenia śledczych zajmujących się zabójstwami. Osiemnaście z nich jest nadal wykorzystywane w celach dydaktycznych przez Biuro Głównego Lekarza Sądowego stanu Maryland, a dioramy te są obecnie uznawane za dzieła sztuki. Glessner Lee pomogła również w założeniu Wydziału Medycyny Sądowej na Uniwersytecie Harvarda i ufundowała Bibliotekę Medycyny Sądowej im. Magratha. W 1943 roku została pierwszą kobietą w Stanach Zjednoczonych na stanowisku kapitana policji. Jest często nazywana "matką kryminalistyki".